# Вепська мова
Ве́пська мо́ва (vepsän kel) — мова вепсів. Належить до балтійсько-фінської групи угро-фінських мов. Офіційна назва в Росії до 1920-х рр. — чу́дська мо́ва.

## Етногеографічний опис
Близькість до людиківського і ліввіковського діалектів карельської мови. Поширена у Карелії (Вепська національна волость), Ленінградській і Вологодській областях Російської Федерації. Кількість носіїв — приблизно 6 000 осіб (перепис 2002 року).
Діалекти: північний, середній і південний.

## Мовний опис
Відсутність чергування приголосних відрізняє вепську мову від інших прибалтійсько-фінських мов. Часткова гармонія голосних.
Унаслідок синкопи й апокопи більшість двоскладових слів перетворились на односкладові. Відсутня опозиція коротких і довгих приголосних (окрім південного діалекту, де існують вторинні довгі голосні). Фонологічною ознакою є палаталізація. Властива синтетична форма перфекта кондиціонала. Своєрідна негативна форма імперфекта (у південному діалекті). Синтаксис подібний з карельським. Численні лексичні запозичення з російської мови.

## Вжиток і писемність

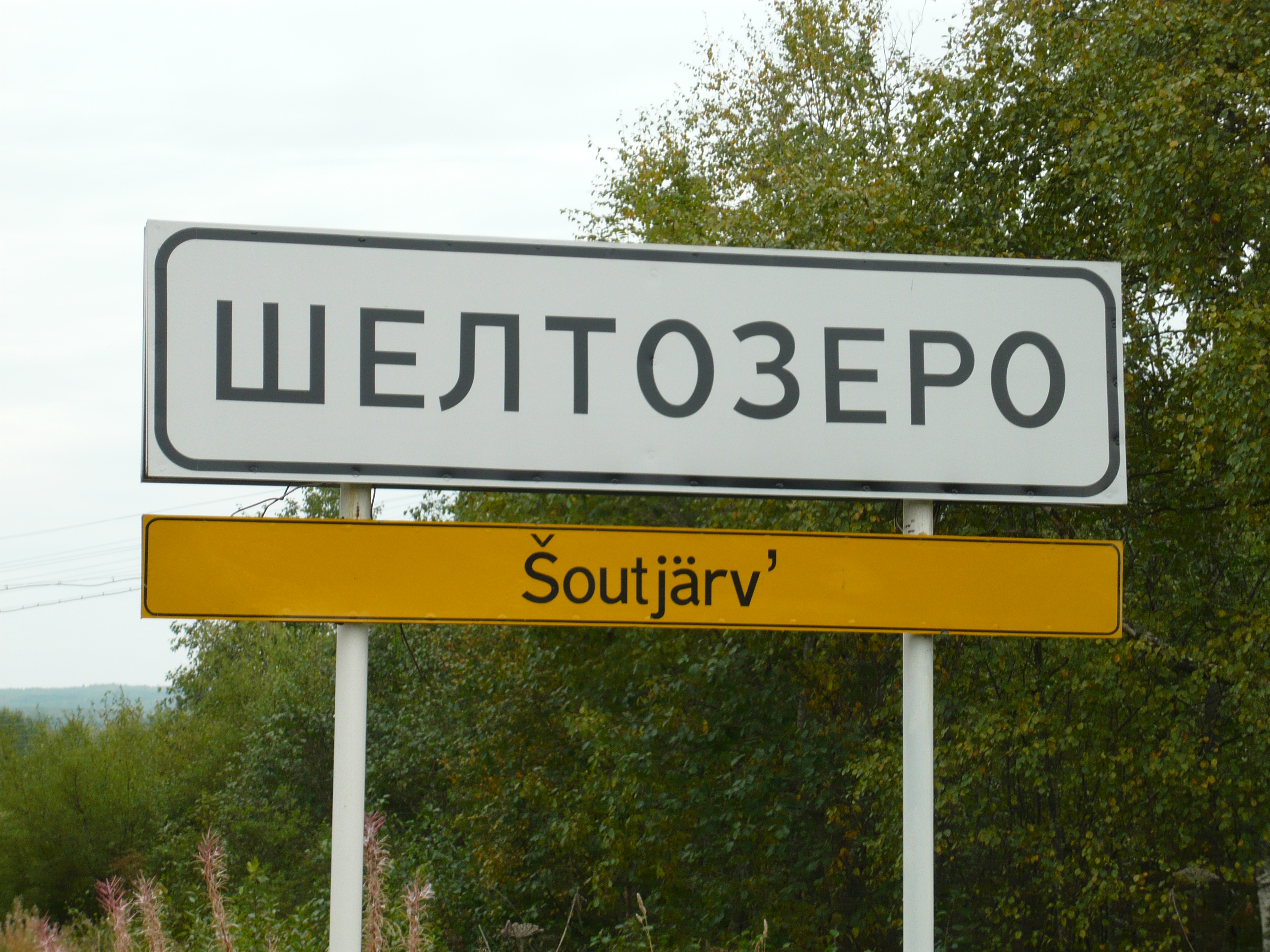
Двомовний дорожній знак

Створена в 1930-і роки вепська писемність розвитку не отримала; з кінця 1980-х років розробляється нова писемність на основі латинської абетки. Створена художня література (поети Мікуль Абрамов, Алєвтина Андрєєва, письменник Ігор Бродський).
Вепська мова викладається як предмет у початковій школі, вивчається у вищій школі. Нею видається навчальна і художня література, виходить дві газети (щомісячна Kodima), друкуються матеріали в дитячому журналі, ведуться радіопередачі. Центрами наукового вивчення мови є Інститут мови, літератури й історії Карельського наукового центра РАНЕЙ, Факультет прибалтійсько-фінської філології і культури Петрозаводського університету, Інститут Півночі Педагогічного університету ім. Герцена.
У 2006 році вперше з'явились дорожні знаки вепською мовою при в'їзді до населених пунктів — вони дублюють російськомовні дорожні знаки. Ці знаки були розміщені на території компактного проживання вепсів. Також у місцях компактного проживання вепсів заклади культури та освіти мають вивіски дубльовані вепською.
Існує мовний розділ Вікіпедії вепською мовою.

## Приклад
«Заповіт» Т. Шевченка вепською мовою (переклав Рюрик Лонін)
| АДОМИНЕ Кут колен, маха пангад Миндэй хаумхен пяле Коргтан суурен лагеджёман Украинале мийде. Мисэ пёудод леведжёмад Дэй Днепр, дэй ронгуд Олдэйж нягус, олдэйж куулос Кут рявэйдаб ряву. Украиналпэй кут кандаб Синийжехе мерхе Силый верен лиходейян Дэй пёудод, крежад — Кайкен дятан дэй лебастан Иче дюмаланно Покэйдастэ ка сехэ сэй Дюмалад ен теда. Маха пангад, тё любугад, Дяугчепид рийчкад Пахал верел лиходеян Валд вахвензыйткад. Дэй миндэй канзас суурес, Канзас волян, уудэс, Тё дёхтутагад миндэй Хювял, санал хиллял. |

Джерело: Українська бібліотека